# Georges Daressy
Georges Émile Jules Daressy (Sourdon, 19 de Março de 1864 – 28 de Fevereiro de 1938) foi um egiptólogo Francês que ficou famoso, sobretudo, pelo seu trabalho realizado nas ruínas e tumbas egípcias.

## Biografia
Georges Daressy trabalhou desde 1887 no Museu Egípcio no Cairo, onde foi um importante autor do catálogo geral do museu. Entre suas responsabilidades estava a mudança dos museus de Bulaque para Guizé em 1891, e então para local atual em 1901.
Ele foi o primeiro egiptólogo a publicar (em 1901) e traduzir (1906) a Placa de Madeira de Akhmim.
Daressy escavou em todo o Egito, mais notavelmente no Vale dos Reis, Medinet Habu, Carnaque, Luxor, Malcata e Abidos.

## Publicações

### Em francês
- Notice explicative des ruines du temple de Louxor, Le Caire, 1893.
- Notice explicative des ruines du temple de Médinet Habu, Le Caire, 1897.
- Le mastaba de Mera, 1898.
- Ostraca, Le Caire : Imprimerie de l'Inst. Français d'Archéologie Orientale, 1901, (Catalogue général des antiquités égyptiennes du Musée du Caire).
- Fouilles de la Vallée des Rois <1898-1899>, Le Caire : Imprimerie de l'Inst. Français d'Archéologie Orientale, 1902, (Catalogue général des antiquités égyptiennes du Musée du Caire).
- Textes et dessins magiques, Le Caire : Imprimerie de l'Inst. Français d'Archéologie Orientale, 1903, (Catalogue général des antiquités égyptiennes du Musée du Caire).
- La faune momifée de l'antique Egypte, Le Caire : Imprimerie de l'Inst. Français d'Archéologie Orientale, 1905, (Catalogue général des antiquités égyptiennes du Musée du Caire).
- Statues de divinités, Le Caire : Imprimerie de l'Inst. Français d'Archéologie Orientale, 1905–1906, (Catalogue général des antiquités égyptiennes du Musée du Caire).
- Calculs Egyptiens du Moyen Empire, Recueil de Travaux Relatifs  De La  Philologie et l'Archéologie Egyptiennes et Assyriennes XXVIII, 1906, 62–72.
- Cercueils des cachettes royales, Le Caire : Imprimerie de l'Inst. Franc̜ais d'Archéologie Orientale, 1909, (Catalogue général des antiquités égyptiennes du Musée du Caire).

### Em inglês
- The tomb of queen Tîyi : Catalogue of the objects discovered, London, 1910, (Theodore M. Davis' Excavations : Bibân el Molûk).
- A brief description of the principal monuments exhibited in the Egyptian Museum, Cairo, Cairo : Press of the French Institute of Oriental Archaeology, 1922, 3. Auflage 1925.